# Велижанцев, Александр Фёдорович
Алекса́ндр Фёдорович Велижа́нцев (26 июня 1921, Мельникова, Екатеринбургская губерния — 22 сентября 2010, Дамса, Акмолинская область) — участник Великой Отечественной и советско-японской войн, водитель САУ, кавалер ордена «Данк» II степени, полный кавалер ордена Славы. После войны — строитель, помощник бригадира тракторно-полеводческой бригады, мастер передвижной механизированной колонны, гвардии подполковник.

## Биография
Александр Фёдорович Велижанцев родился 26 июня 1921 года в семье рабочего, в деревне Мельниковой Черемисского сельсовета Барневской волости Шадринского уезда Екатеринбургской губернии, ныне деревня входит в Шадринский муниципальный округ Курганской области.
В 1938 году окончил 8 классов Черемисской неполной средней школы и поступил на курсы бухгалтеров в городе Шадринске. С 1939 года работал счетоводом в колхозе им. Калинина Шадринского района. Член ВЛКСМ с 1940 года.
В сентябре 1943 года призван в Рабоче-крестьянскую Красную Армию Шадринским РВК. Был зачислен в 39-й учебный танковый полк курсантом на должность механика-водителя. С 26 февраля 1944 года на фронте. У станции Войтовицы экипаж СУ-85 уничтожил минометную батарею врага, под деревней Молчановкой — грузовик с пехотинцами. В конце марта на юго-западной окраине местечка Зинковцы его машина была подбита, но экипаж не покинул её до окончания боя и уничтожил танк и до 80 гитлеровцев.
31 января 1945 года гвардейский самоходный артполк вышел к Одеру. Экипаж Велижанцева первым ворвался в деревню Гросс, на улицах разгорелся ожесточенный бой. Самоходка подбила танк, уничтожила бронетранспортер, 2 автомашины. В течение трех часов самоходчики удерживали деревню, до тех пор, пока не подошли пехотинцы. Когда в машину попал снаряд и самоходка загорелась, Александр, эвакуировав товарищей, продолжал вести бой.
Механик-водитель СУ-85 4-й батареи 1-го гвардейского самоходного артиллерийского полка 6-го гвардейского механизированного корпуса сержант Александр Велижанцев стал полным кавалером ордена Славы.
В 1945 году вступил в ВКП(б), в 1952 году партия переименована в КПСС.
Участник Парада Победы на Красной площади 24 июня 1945 года. Участник советско-японской войны.
Гвардии старший сержант Велижанцев демобилизован в июне 1947 года, впоследствии —  старшина в отставке.
После демобилизации работал строителем.
В 1960 году по комсомольской путевке приехал вместе с семьей на целину — в Шортандинский район. В апреле 1961 года переехал в поселок Шортанды Целиноградской области Казахской ССР. Работал помощником бригадира тракторно-полеводческой бригады, мастером передвижной механизированной колонны.
Жил в Опытном хозяйстве ВНИИЗХ. Строил Всесоюзный научно-исследовательский институт зернового хозяйства им. А. Бараева, жилые дома для ученых, среднюю и музыкальную школы и другие здания. С его участием построено село Дамса.
В 1981 году вышел на заслуженный отдых и продолжил трудиться в животноводческом комплексе.
Принимал активное участие в военно-патриотическом воспитании молодежи. Участник парада на Красной площади в Москве 9 мая 1990 года и парада в Москве 9 мая 1995 года.
Гвардии подполковник Александр Фёдорович Велижанцев умер 22 сентября 2010 года в селе Дамса Дамсинского сельского округа Шортандинского района Акмолинской области Республики Казахстан.

## Награды
- Орден Славы (орден «Данк») II степени, Республика Казахстан, 1995 год
- Орден Отечественной войны I степени, 6 апреля 1985 года[7]
- Орден Славы I степени № 1049, 27 июня 1945 года[8][9][10]
- Орден Славы II степени № 3502, 22 августа 1944 года[11]
- Орден Славы III степени № 41505, 10 апреля 1944 года[12]
- Медаль «За отвагу», 18 марта 1944 года[13]
- Нагрудный знак «Почётный ветеран армии»[14]

## Память
- Его именем названа улица в селе Дамса Шортандинского района, на которой он жил.
- Мемориальная доска на здании МКОУ «Черемисская основная общеобразовательная школа» установлена в 2010 году; Курганская область, Шадринский муниципальный округ, с. Черемисское, ул. Школьная, 24 — 56°00′45″ с. ш. 63°49′16″ в. д.HGЯO
- В государственном архиве Шортандинекого района хранятся документы личного происхождения А.Ф. Велижанцева в количестве 9 единиц. В состав фонда включены следующие документы: письма А.Ф. Велижанцеву, почетные грамоты, поздравительные письма, фотопортрет, вырезки из газет со статьями, книга «Доблесть солдатская» издательства «Казахстан» 1974 года, автобиография А.Ф.Велижанцева, написанная собственноручно[15][16].